# Siergiej Simonow
Siergiej Gawriłowicz Simonow (ur. 22 września?/4 października 1894 w m. Fiedotowo w obwodzie włodzimierskim, zm. 6 maja 1986 w Moskwie) – radziecki konstruktor broni strzeleckiej, Bohater Pracy Socjalistycznej (1954).

## Życiorys
Od 1910 pracował w wiejskim warsztacie kowalskim, a od 1917 w Kowrowskich Zakładach Zbrojeniowych jako ślusarz przy kontroli wytwarzanych w zakładzie automatów Fiodorowa. Od 1922 pracował jako mistrz i starszy mistrz. Rozpoczął prace nad karabinem automatycznym w 1926, który do uzbrojenia Armii Czerwonej został przyjęty w 1936 pod nazwą AWS-36. Od 1929 pełnił różne funkcje w zakładzie: kierownika wydziału montażu, konstruktora i kierownika zakładu doświadczalnego. Skonstruował w 1941 roku 14,5 mm karabin przeciwpancerny PTRS. Opracował również w czasie wojny karabinek SKS, przyjęty do uzbrojenia Armii Radzieckiej w 1945. W swojej długoletniej pracy konstruktora uczestniczył w opracowywaniu ponad stu typów różnych wzorów uzbrojenia. Pochowany na Cmentarzu Kuncewskim w Moskwie.

## Odznaczenia
- Medal Sierp i Młot (20 października 1954)
- Order Lenina (trzykrotnie, 18 stycznia 1942, 20 października 1954 i 4 października 1984)
- Order Rewolucji Październikowej (4 października 1974)
- Order Kutuzowa II klasy (16 września 1945)
- Order Wojny Ojczyźnianej I klasy
- Order Czerwonego Sztandaru Pracy (dwukrotnie, 5 sierpnia 1974 i 5 października 1979)
- Order Czerwonej Gwiazdy (8 czerwca 1939)

i medale.